# Li Dong-woon
Li Dong-woon (Pionyang, Corea japonesa; 4 de julio de 1945) es un futbolista norcoreano que jugaba en la posición de centrocampista.

## Carrera

### Club
Sus primeros años de carrera estuvo con el Rodongja SC, equipo representante de los trabajadores del país. Luego pasó al Pyongyang SC luego de que su equipo anterior fuera absorbido, y con el nuevo equipo llegó a la final de la IFA Shield en 1973 que perdieron ante el East Bengal, retirándose en 1978.

### Selección nacional
Jugó para Corea del Norte de 1966 a 1974 anotando un gol en seis partidos, el cual fue en la Copa Mundial de Fútbol de 1966 en la derrota en cuartos de final ante Portugal. También formó parte en la fallida eliminatoria rumbo a Alemania 1974.